# 楠达 (南达科他州)
楠达（英語：Nunda），是美国南达科他州下属的一座城市。根据2010年美国人口普查，该市有人口45人。论人口在本州排行第283。